# 校栗埔
校栗埔，是臺灣臺中市東勢區的一個傳統地域名稱，位於該區西北部凸出地帶的東南部。相較於今日行政區，其範圍大致包括興隆里、下新里西南部凸出部分北邊中段，以及石岡區梅子里西北部邊界地帶。

## 歷史
台灣清治末期，校栗埔地區為一街庄，稱為「校栗埔庄」，隸屬於捒東上堡。該庄西、北及東北隔大甲溪支流沙漣溪與石圍墻庄為界，東南與東勢角庄為鄰，南邊隔大甲溪主流與土牛庄、社藔角庄為界。。
1901年（日明治三十四年）11月，全台廢縣廳改設二十廳，該庄隸屬於臺中廳。1903年（明治三十六年）6月，該庄編入「校栗埔區」，仍隸屬於臺中廳。1909年（明治四十二年）10月，全台二十廳合併為十二廳，校栗埔區隸屬不變。1920年（大正九年），全台地方制度大改正，該庄改制為「校栗埔」大字，隸屬於臺中州東勢郡東勢庄，大字下有「上校栗埔」、「下校栗埔」小字名。1933年，東勢庄升格為東勢街。
戰後東勢街改制為東勢鎮，隸屬於臺中縣，大字亦改制為里。1950年10月，中、彰、投分治，東勢鎮隸屬不變。2010年12月，隨著臺中縣、市合併為直轄臺中市，東勢鎮改制為東勢區。

## 聚落
本地區發展較早的聚落為下校栗埔（埤頭）、上校栗埔（埔頂）等，在日治期初期的官方地圖上已有記載。此外，本地區尚有岡頂聚落。

## 交通
省道台3線（東蘭路）俗稱「內山公路」，是臺北至屏東的幹道，大致以西北西—東南東走向轉西北—東南走向蜿蜒經過校栗埔地區。由該道路向西北西轉東北可前往卓蘭、大湖、汶水、獅潭等地，向東南可前往東勢市區，再轉西北可前往石岡，再轉西南可前往豐原、潭子等地。

## 景點
- 東豐自行車綠廊